# バーンズ・ウォリス
バーンズ・ネヴィル・ウォリス（Sir Barnes Neville Wallis CBE FRS RDI FRAeS、 1887年9月26日 - 1979年10月30日）は、第二次大戦中に活躍したイギリスの科学者、技術者である。
反跳爆弾やトールボーイ、グランドスラムなど連合軍の勝利に貢献するために奇抜なアイデアで兵器を開発した。1945年に王立協会フェローに選出され、同協会から1975年にロイヤル・メダルを受賞。1968年アルバート・メダル受賞。